# Team Lotus
Team Lotus була дочірньою компанією в автоспорті англійського виробника спортивних автомобілів Lotus Cars. Автомобілі команди використовувались в багатьох категоріях автоспорту, включаючи Формулу-1, Формулу-2, Formula Ford, Formula Junior, IndyCar та гонки на спортивних автомобілях. Навіть через багато років після останньої гонки Team Lotus залишається однією з найуспішніших гоночних команд усіх часів, вигравши сім титулів конструкторів Формули-1, шість перемог в чемпіонаті серед пілотів і Індіанаполіс 500 у Сполучених Штатах між 1962 і 1978 роками. Під керівництвом засновника та головного дизайнера Коліна Чепмена, Lotus відповідав за багато інноваційних та експериментальних розробок в автоспорті, як у технічних, так і в комерційних сферах.
Назва Lotus повернулася до Формули-1 у 2010 році як команда Тоні Фернандеса Lotus Racing. У 2011 році культова чорно-золота ліврея Team Lotus повернулася до Формули-1 як ліврея команди Lotus Renault GP, спонсорована Lotus Cars, а в 2012 році команда була повністю перебрендована як Lotus F1 Team.

## 1950-і — зародження Lotus
Колін Чапмен заснував Lotus Engineering Ltd у 1952 році в Хорнсі, Велика Британія. Lotus досяг швидкого успіху зі спортивними автомобілями Mk 6 1953 року випуску та Mk 8 1954 року. Team Lotus була відокремлена від Lotus Engineering у 1954 році. У 1957 році було оголошено про новий регламент Формули-2, і в Британії кілька організаторів проводили гонки за новими правилами протягом 1956 року. Більшість автомобілів, зареєстрованих того року, були спортивними автомобілями, і вони включали велику кількість Lotus 11 з двигунами Coventry Climax, на чолі з командою Team Lotus Чепмена, гонщиками якої були Кліфф Еллісон і Рег Бікнелл.

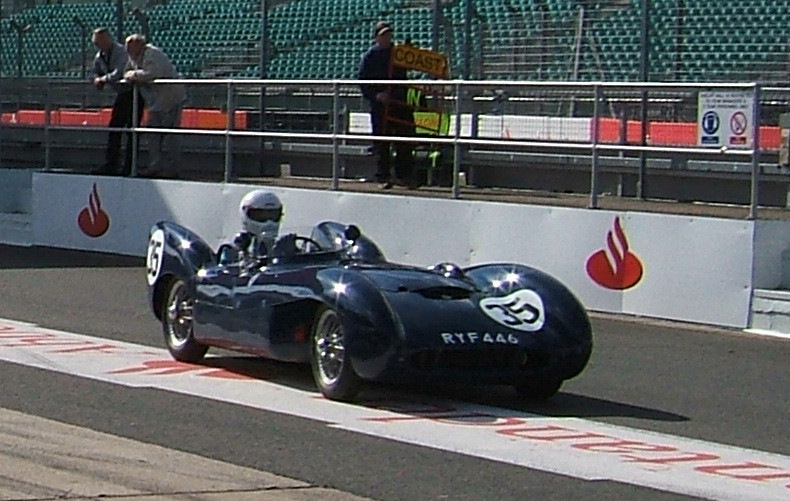
Lotus Mk IX 1955 року.

Lotus Eleven для виступу в 24 годинах Ле-Мана 1956 року.

Наступного року з'явився Lotus 12. За кермом одного з них у 1958 році Еллісон виграв клас F2 у International Trophy на Сільверстоуні, перемігши Cooper Стюарта Льюїса-Еванса. Type 14 із двигуном Coventry Climax, серійною версією якого в Lotus Cars був оригінальний Lotus Elite, здобув шість перемог у класі, а також кілька разів отримав нагороду «Індекс продуктивності» в гонках 24 години Ле-Мана.
Оскільки в 1952 році двигуни Coventry Climax були збільшені до 2,2 літра, Чепмен вирішив розпочати участь у перегонах Гран-Прі з парою Lotus 12 у Монако в 1958 році. Гонщиками стали Грем Гілл та Кліфф Еллісон. Пізніше того ж року вони були замінені на Lotus 16.
У 1959 році – до того часу двигуни Coventry Climax були збільшені до 2,5 літрів згідно правил Формули – Чепмен продовжив роботу з передньомоторними болідами Формули-1, але мало чого досяг, тому в 1960 році Чепмен перейшов на Lotus 18 із центральним розташуванням двигуна. Згодом успіх компанії спричинив її розширення до такої міри, що їй довелося переїхати в нове приміщення в Честганті.

## Домінування в 1960-1970-х
Team Lotus здобула свою першу перемогу у Формулі-1, коли Іннес Айрленд виграв Гран-прі США 1961 року. Роком раніше Стірлінг Мосс здобув першу перемогу на боліді Lotus у Монако на Lotus 18, представленому незалежною командою Rob Walker Racing Team.
Були успіхи у Формулі-2 і Формулі Юніор. Справи йшли добре в бізнесі дорожніх автомобілів завдяки Lotus Seven і Lotus Elite, а в 1962 році з’явився Lotus Elan. Більше успіху в гонках принесли 26R, гоночна версія Elan, а в 1963 році – Lotus Cortina, на якому Джек Сірс переміг в Британському чемпіонаті серед седанів, це досягнення повторили Джим Кларк у 1964 році та Алан Манн у Європейському кузовному чемпіонаті 1965 року.

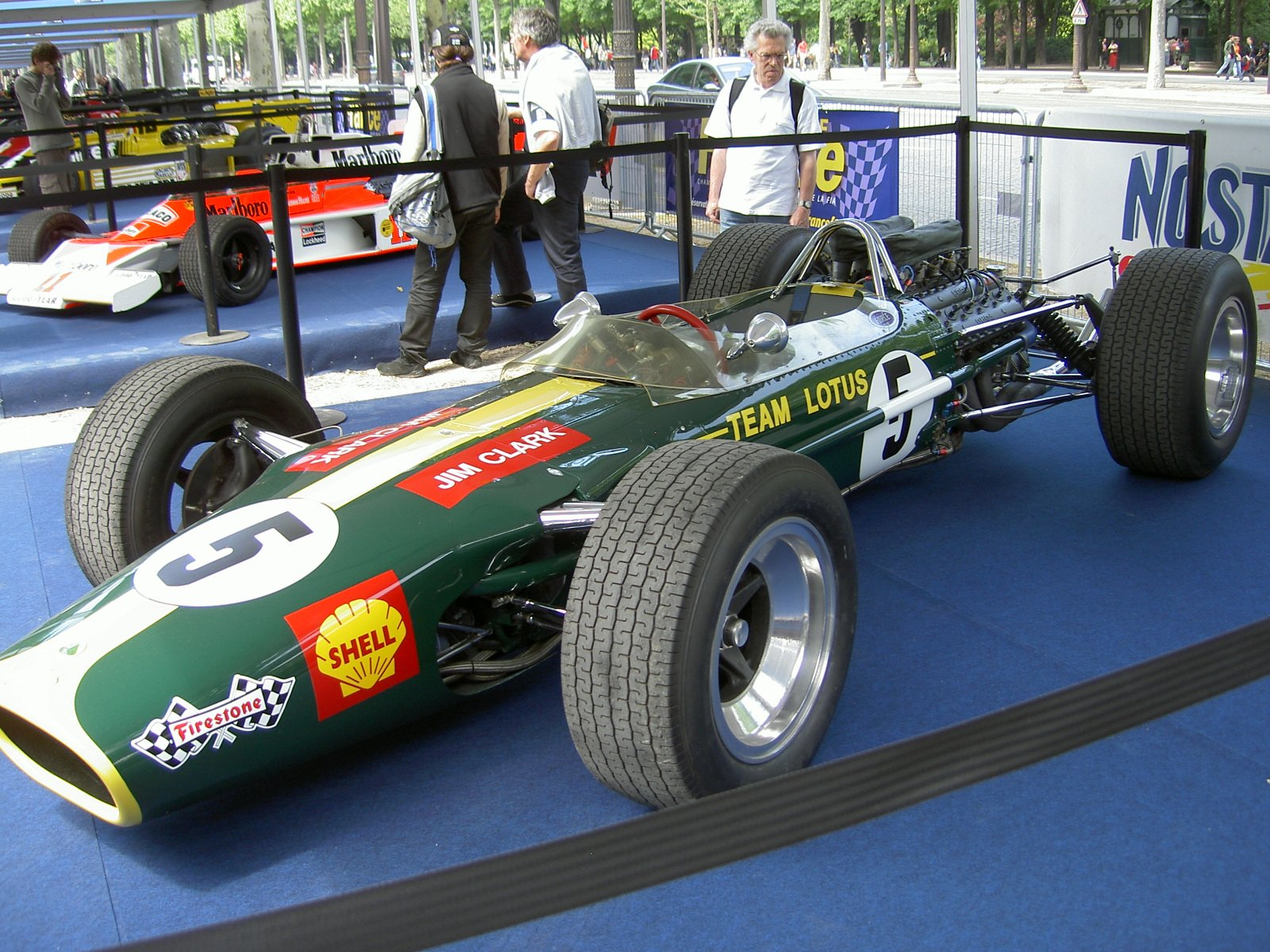
Lotus 49

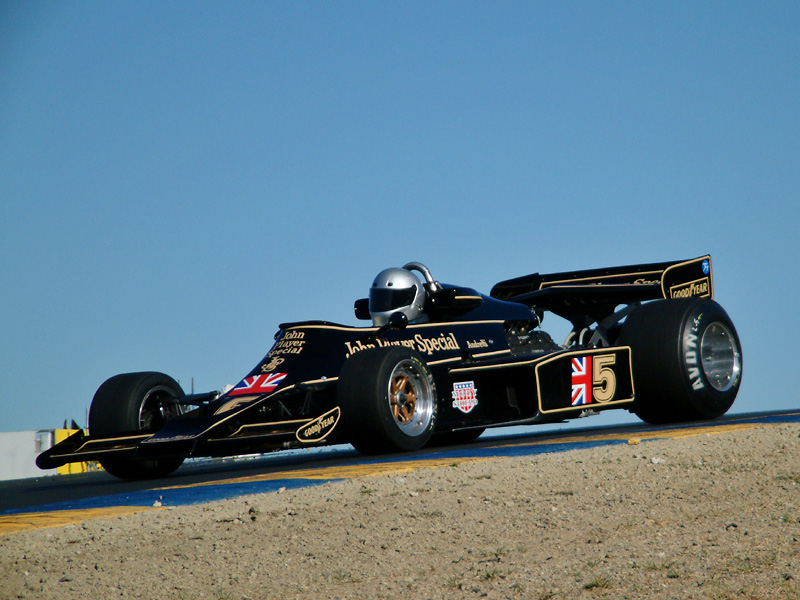
Lotus 77

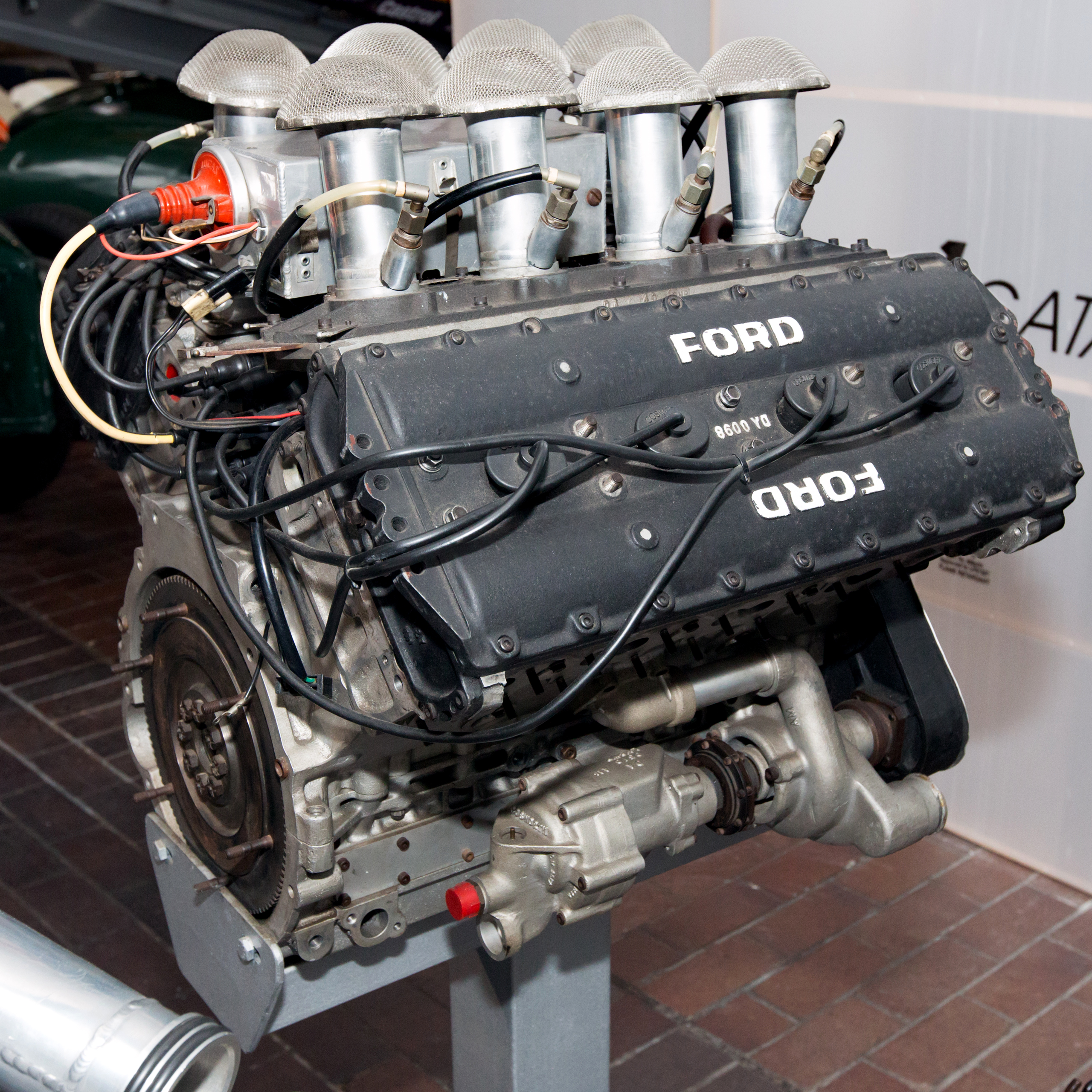
Восьмициліндровий двигун Cosworth DFV представлений в сезоні Формули-1 року командою Lotus

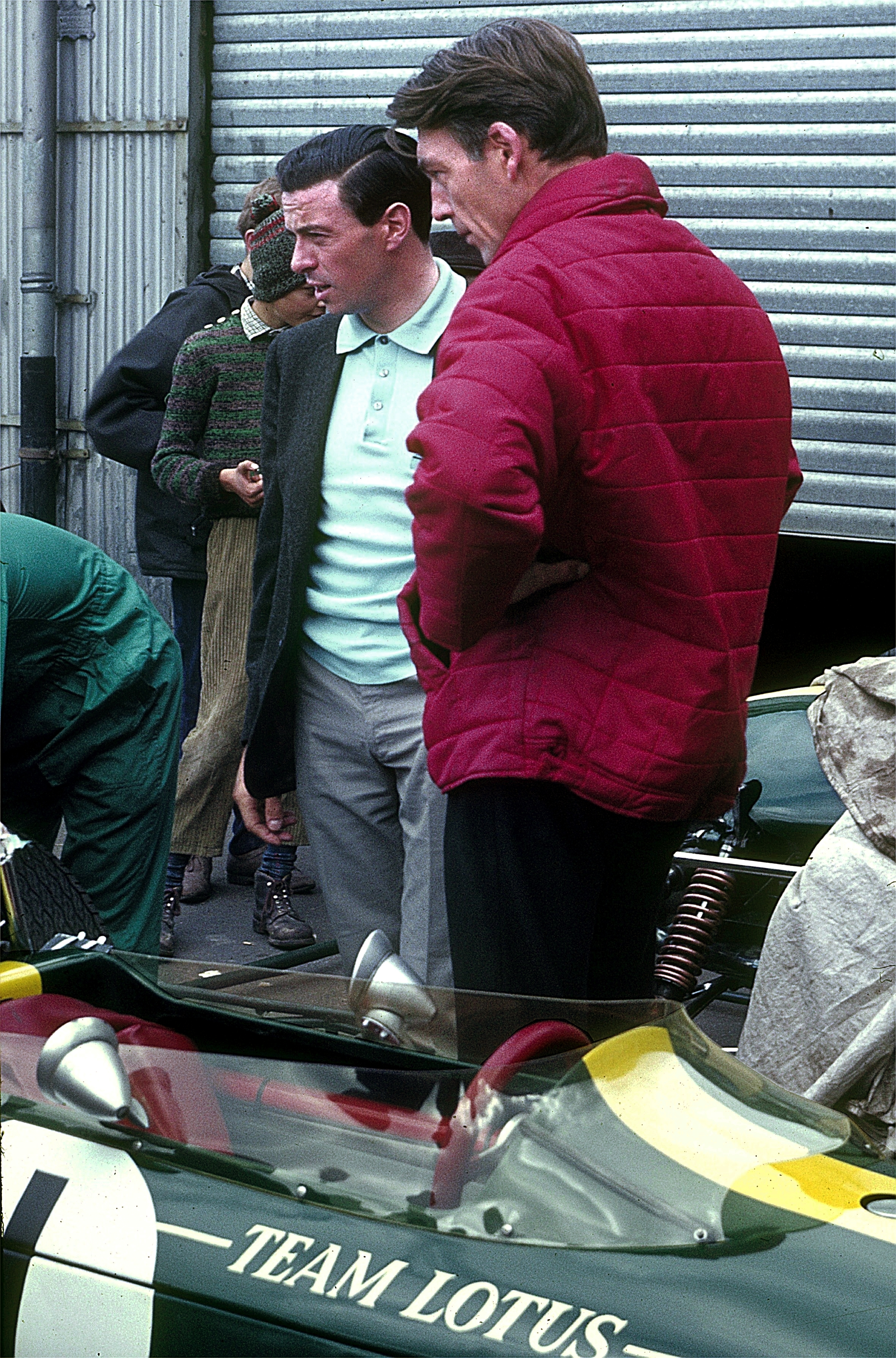
Джим Кларк навпроти гаража Lotus на Нюрбургринзі в 1966

У 1963 році Кларк за кермом Lotus 25 здобув сім перемог та став чемпіоном. Титул 1964 року все ще залишався досяжним до останньої гонки в Мексиці, але через проблеми з Lotus Кларка та BRM Гілла, чемпіонство дісталось Сертісу з Ferrari. Однак у 1965 році Кларк знову домінував, шість перемог на його Lotus 33 дозволили йому знову стати чемпіоном.
Незважаючи на інноваційність, Чапмен був підданий критиці через ненадійність конструкцій його шасі. Число найкращих пілотів, які отримали серйозні травми або загинули в техніці Lotus, було доволі значним, зокрема Стірлінг Мосс, Алан Стейсі, Майк Тейлор, Джим Кларк, Майк Спенс, Боббі Маршман, Грем Гілл, Йохен Ріндт і Ронні Петерсон. У книзі Дейва Фрідмана «Спогади про Індіанаполіс 1961–1969» цитується, що Ден Герні сказав: «Чи вважав я, що Lotus робили все добре? Ні. У нас було декілька проблем з конструкцією цих автомобілів [Indianapolis Lotus 34 і 38]. Але тоді я відчував, що це ціна, яку ви заплатили за те, щоб отримати щось значно краще».
Коли в 1966 році об’єм двигуна Формули-1 збільшився до трьох літрів, команда Lotus виявилась непідготовленою частково через несподіваний провал проекту Coventry Climax 1,5-Litre FWMW Flat-16, який завадив Climax розробити 3-літрового наступника. Вони розпочали сезон із нашвидкуруч підготовленого та неконкурентоспроможного дволітрового двигуна Coventry-Climax FWMV V8, згодом перейшовши на двигун BRM P75 H16 перед Гран-прі Італії, причому новий двигун виявився занадто важким та ненадійним. Перехід на новий Ford Cosworth DFV, розроблений колишнім співробітником Lotus Кітом Даквортом, у 1967 році повернув команді переможну форму.
Хоча їм не вдалося виграти титул у 1967 році, до кінця сезону Lotus 49 і двигун DFV були достатньо допрацьовані, щоб знову зробити команду Lotus домінуючою. Однак у 1968 році Lotus втратив ексклюзивне право на використання DFV. Гран-прі Південної Африки, що відкрив сезон 1968 року, підтвердив перевагу Lotus, коли Джим Кларк і Грем Гілл фінішували першим та другим. Це стало останньою перемогою Кларка. 7 квітня 1968 року Кларк, один із найуспішніших і найвідоміших гонщиків усіх часів, загинув за кермом Lotus 48 на Гоккенгаймринзі в нечемпіонатській гонці Формули-2. У цьому сезоні були представлені крила, як це було раніше на різних автомобілях, включаючи спортивний автомобіль Chaparral. Колін Чапмен представив крихітні передні крила та спойлер на Lotus 49B Гілла на Гран-прі Монако 1968 року. Грем Гілл здобув чемпіонство Формули-1 у 1968 році за кермом Lotus 49.
Приблизно в той самий час Чапмен перевіз Lotus на нову базу в Хетел у Норфолку. На місці колишньої авіабази бомбардувальників RAF Hethel був побудований новий завод, а старі злітно-посадкові смуги були перетворені на випробувальний центр. Офіси та дизайнерські студії були розташовані неподалік від Кеттерінгем Холл, який став штаб-квартирою Team Lotus і Lotus Cars. Додаткові випробування автомобілів проводились в Снеттертоні, за кілька миль від Хетела.
У 1969 році команда витратила багато часу на експерименти з газотурбінним автомобілем, а після чотирьох мокрих гонок у 1968 році — з повним приводом. Обидва були невдалими, тим більше, що усі гонки сезону пройшли без дощу. Вони представили новий революційний автомобіль на сезон 1970 року – клиноподібний Lotus 72.
Новий Lotus 72 був дуже інноваційним автомобілем, який мав торсіонну підвіску, бічні радіатори, внутрішні передні гальма та нависаюче заднє антикрило. У 72 спочатку були проблеми з підвіскою, і Йохен Ріндт здобув щасливу перемогу в Монако на старому 49, коли Джек Бребем розбився на останньому колі, лідируючи. Але коли проблеми з підвіскою були вирішені, болід швидко продемонстрував свою перевагу, і Ріндт домінував у чемпіонаті, поки не загинув у Монці, коли зламався гальмівний вал. Ріндт лише нещодавно почав носити плечовий ремінь, але відмовився використовувати кріплення між ніг, оскільки вважав, що він сповільнюють його вихід із автомобіля у разі пожежі. Коли автомобіль врізався в бар'єр носовою частиною, Ріндт з'їхав уперед, і поясний ремінь спричинив смертельні травми голови та шиї.
Залишок сезону 1970 року був дуже напруженим, оскільки Ferrari наблизилася до незахищеного лідерства Ріндта. Блискуча перемога на Гран-прі США новачка Емерсона Фіттіпальді за кермом Lotus 49, який дебютував на Гран-прі Великої Британії, закріпила чемпіонство Ріндта. Він став єдиним пілотом в історії, який виграв чемпіонат світу посмертно.
Експерименти Lotus 1971 року не принесли жодного серйозного технологічного прогресу, але дозволили Чапмену провести тести з декількома пілотами. У 1972 році команда знову зосередилася на шасі типу 72, а Imperial Tobacco продовжувала спонсорувати команду під новим брендом John Player Special. Автомобілі, які тепер часто називають «JPS», були представлені в новому чорно-золотому кольорі – новому бренді, розробленому, щоб максимально використати рекламну силу автоспорту. Lotus зненацька захопив чемпіонат у 1972 році з 25-річним бразильським гонщиком Емерсоном Фіттіпальді, який на той час став наймолодшим чемпіоном світу, і він утримував це звання до 2005 року, коли чемпіоном став 24-річний Фернандо Алонсо. Команда Lotus також вшосте виграла Кубок конструкторів у 1973 році. Lotus 72 брав участь у гонках Формули-1 протягом п’яти років та виявився більш успішним ніж його потенційна заміна, Lotus 76. Lotus 72 був відправлений на заслужений відпочинок наприкінці сезону 1975 року, оскільки до сезону 1976 року був підготовлений Lotus 77.
Перший в історії автомобіль Формули Форд був побудований навколо боліда Формули-3 Lotus 51.
Чапмен також досяг успіху в Індіанаполісі з Lotus 29, майже вигравши 500 миль Індіанаполіса з першої спроби в 1963 році з Кларком за кермом. Гонка стала початком кінця для старих передньомоторних родстерів Індіанаполіса. В гонці 1964 року Кларк лідирував, але був змушений зійти з дистанції через несправність підвіски. В 1965 році він зміг підкорити найпрестижнішу гонку в США за кермом свого Lotus 38, випередивши найближчого суперника на ціле коло. Це був перший автомобіль із центральним розташуванням двигуна, який виграв Індіанаполіс 500.
Багато успіхів Чапмена прийшли завдяки інноваціям. Lotus 25 був першим монококовим шасі у Формулі-1, 49 був першим відомим автомобілем, який використовував двигун як напружений елемент, Lotus 56 Indycar оснащувався газотурбінним двигуном і був оснащений приводом на чотири колеса, Lotus 63 був першим болідом Формули-1 із центральним розташуванням двигуна та повним приводом, який брав участь у гонках, а 72 відкрив новий шлях у аеродинаміці. Чапмен також був новатором як бос команди. У сезоні 1968 року FIA вирішила дозволити спонсорство після припинення підтримки з боку компаній, пов’язаних з автомобілями, таких як BP, Shell і Firestone. У квітні Team Lotus стала першою заводською командою (поступившись лише Team Gunston, яка виступила на приватному боліді Brabham на Гран-прі Південної Африки 1968 року), яка пофарбувала свої машини в ліврею свого спонсора, болід Кларка Lotus 48 Формули-2 з’явився в Гоккенгаймі. у червоному, золотому та білому кольорах бренду Gold Leaf компанії Imperial Tobacco. Першим болідом Формули-1 у цій лівреї був автомобіль Грема Гілла Lotus 49B на Гран-прі Іспанії 1968 року.
Команда Lotus як конструктор першою здобула 50 перемог в Гран-прі (Ferrari була другою, хто зробив це, вигравши свою першу гонку Формули-1 у 1951 році, за сім років до появи першого автомобіля Lotus в Формулі-1).
У середині-наприкінці 1970-х років в Lotus почалося відродження, коли до команди приєднався Маріо Андретті. Це сталося приблизно наступного ранку після Гран-прі США-Захід 1976 року в Лонг-Біч, коли VPJ-Parnelli Андретті виявився неконкурентоспроможним. Боб Еванс не пройшов кваліфікацію на своєму Lotus, а Ґуннар Нільссон на іншому Lotus 77 кваліфікувався 8-м, але зійшов через поломку підвіски на першому ж колі гонки. Чапмен і Андретті зіткнулися в кав'ярні готелю наступного ранку після перегонів і вирішили об'єднатись. Експертиза Андретті в розробці допомогла дати нове життя Lotus 77. Інженери почали досліджувати аеродинамічний граунд-ефект. Lotus 78, а потім Lotus 79 1978 року були надзвичайно успішними та дозволили Маріо Андретті стати чемпіоном Формули-1. Компанія Lotus спробувала ще більше розвинути граунд-ефект в моделях Lotus 80 і Lotus 88. У 1981 році команда розробила болід повністю з вуглецевого волокна — Lotus 88. 88 було заборонено брати участь у перегонах через технологію «подвійного шасі», де водій мав окрему підвіску від аеродинамічних частин автомобіля. McLaren MP4/1 став першим болідом повністю з вуглецевого волокна, який взяв участь у перегонах. Чапмен починав працювати над розробкою активної підвіски, коли він помер від серцевого нападу в грудні 1982 року у віці 54 років.

## 1980-і

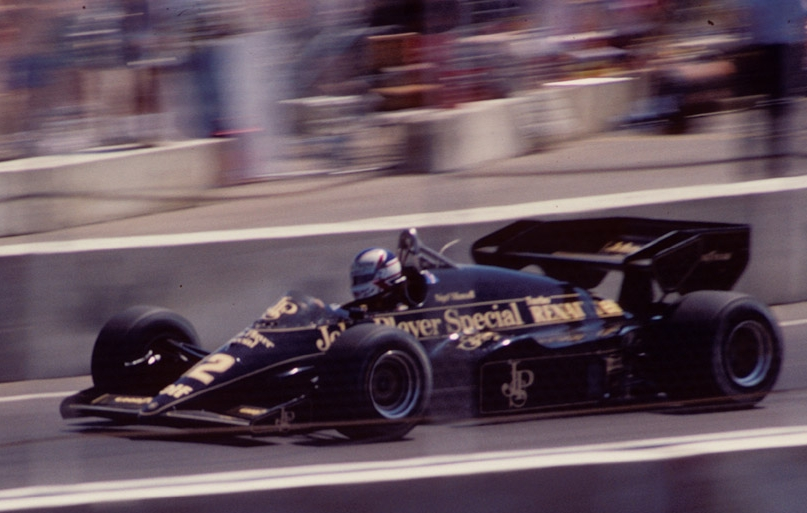
Найджел Менселл здобув свій перший поул за кермом Lotus 95T на Гран-прі Далласа 1984 року

Після смерті Чапмена гоночну команду перейняла його вдова Гейзел, а керівником команди став Пітер Варр, але серія проектів Формули-1 виявилася невдалою. У середині 1983 року Lotus найняв французького дизайнера Жерара Дюкаружа, і він за п’ять тижнів створив 94T з турбованим двигуном Renault. Перехід на шини Goodyear у 1984 році дозволив Еліо де Анджелісу фінішувати третім в особистому заліку, незважаючи на те, що італієць не виграв жодної гонки. Команда також посіла 3 місце в Кубку конструкторів.

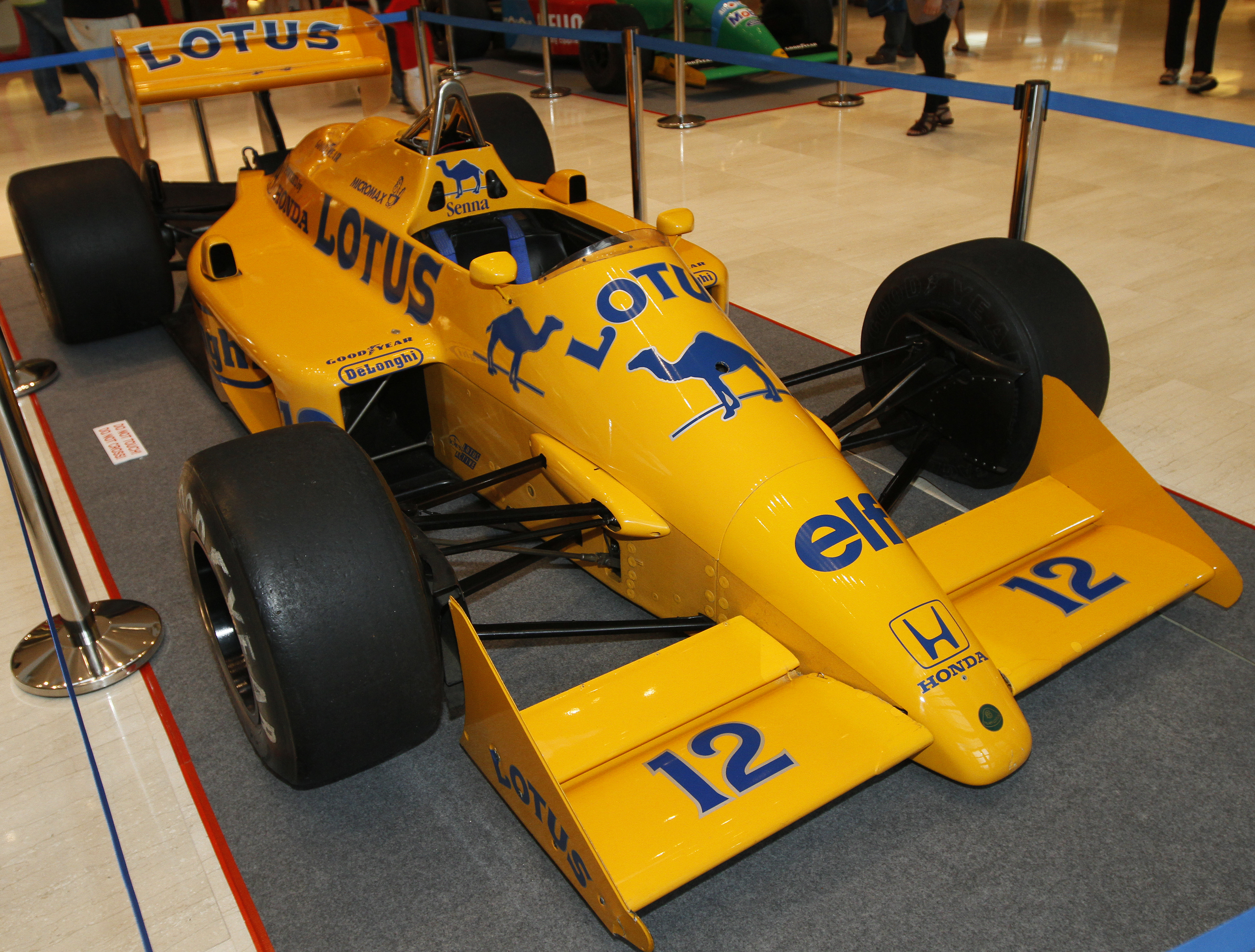
Lotus 99T Айртона Сенни на виставці 2010 року. Бразилець приніс Lotus останню перемогу в Формулі-1 на Гран-прі Детройта 1987 року за кермом 99T з активною підвіскою.

Коли Найджел Менселл пішов наприкінці року, команда найняла Айртона Сенну. Lotus 97T здобув перемоги з де Анджелісом в Імолі та Сенною в Португалії та Бельгії. Хоча команда виграла три гонки замість жодної, вона поступилася 3-ім місце в Кубку конструкторів команді Williams (яка отримала ідентичну кількість очок, але здобула 4 перемоги). Сенна здобув вісім поулів та переміг в двох гонках (Іспанія та Детройт) у 1986 році за кермом еволюційного Lotus 98T. Lotus знову зайняв 3-є місце в Кубку конструкторів, обійшовши Ferrari. Наприкінці року команда втратила свою давню підтримку від John Player & Sons і знайшла нового спонсора Camel. Навички Сенни привернули увагу Honda Motor Company і коли Lotus погодилися взяти Сатору Накаджіма в якості другого пілота, було укладено угоду щодо двигунів. Розроблений Дюкаружаем 99T мав активну підвіску, але Сенна зміг виграти лише двічі: у Монако та Детройті, причому команда знову посіла 3-є місце в Кубку конструкторів, як і минулого року позаду британських суперників Williams та McLaren, але випередивши Ferrari .
Бразилець перейшов у McLaren у 1988 році, а Lotus підписав контракт із земляком Сенни та тодішнім чемпіоном Нельсоном Піке з Williams. І Піке, і Накаджіма не справили вражень у боротьбі за перемоги. Однак команді все ж вдалося фінішувати 4-ми в Кубку конструкторів. У 1988 році Lotus показав, що для перемоги в гонках потрібно більше, ніж двигун Honda. 1988 рік став роком, коли McLaren (з Сенною та Аленом Простом) виграли 15 із 16 гонок сезону з тими ж специфікаціями двигунів Honda, що й Lotus. Найкращим результатом для команди стали три 3-ті місця Піке в Бразилії, Сан-Марино та Австралії. Час від часу Lotus доводилося боротися з менш потужними болідами з атмосферними V8 та зрідка кидали виклик McLaren або Ferrari.
Lotus-Honda 100T був безуспішним і Дюкаруж повернувся до Франції в середині 1989 року. Lotus найняв Френка Дерні замість нього. З новими правилами щодо двигунів у 1989 році Lotus втратили двигуни Honda з турбонаддувом і перейшли на використання атмосферних Judd V8. У середині року Варр залишив команду і його замінив на посаді менеджера команди Руперт Манварінг, тоді як давній керівник Lotus Тоні Радд був призначений головою правління. Найкращим результатом для команди в 1989 році були 4 місця для Піке в британській, канадській і японській гонках, а також 4 місце і найшвидше коло для Накаджіми в Австралії. Після закінчення сезону Піке пішов у Benetton, а Накаджіма перейшов в Tyrrell.

## 1990-і та закриття
В 1990 році було укладено угоду щодо двигунів Lamborghini V12 та було підписано нових пілотів Дерека Ворвіка та Мартіна Доннеллі. Болід розроблений Френком Дерні виявився невдалим, оскільки Ворвік зміг набрати лише три очки за 6-е місце на Гран-прі Канади та 5-е місце на Гран-прі Угорщини. Доннеллі ледь не загинув у страшній аварії натрасі в Хересі. Наприкінці року Camel припинив своє спонсорство.

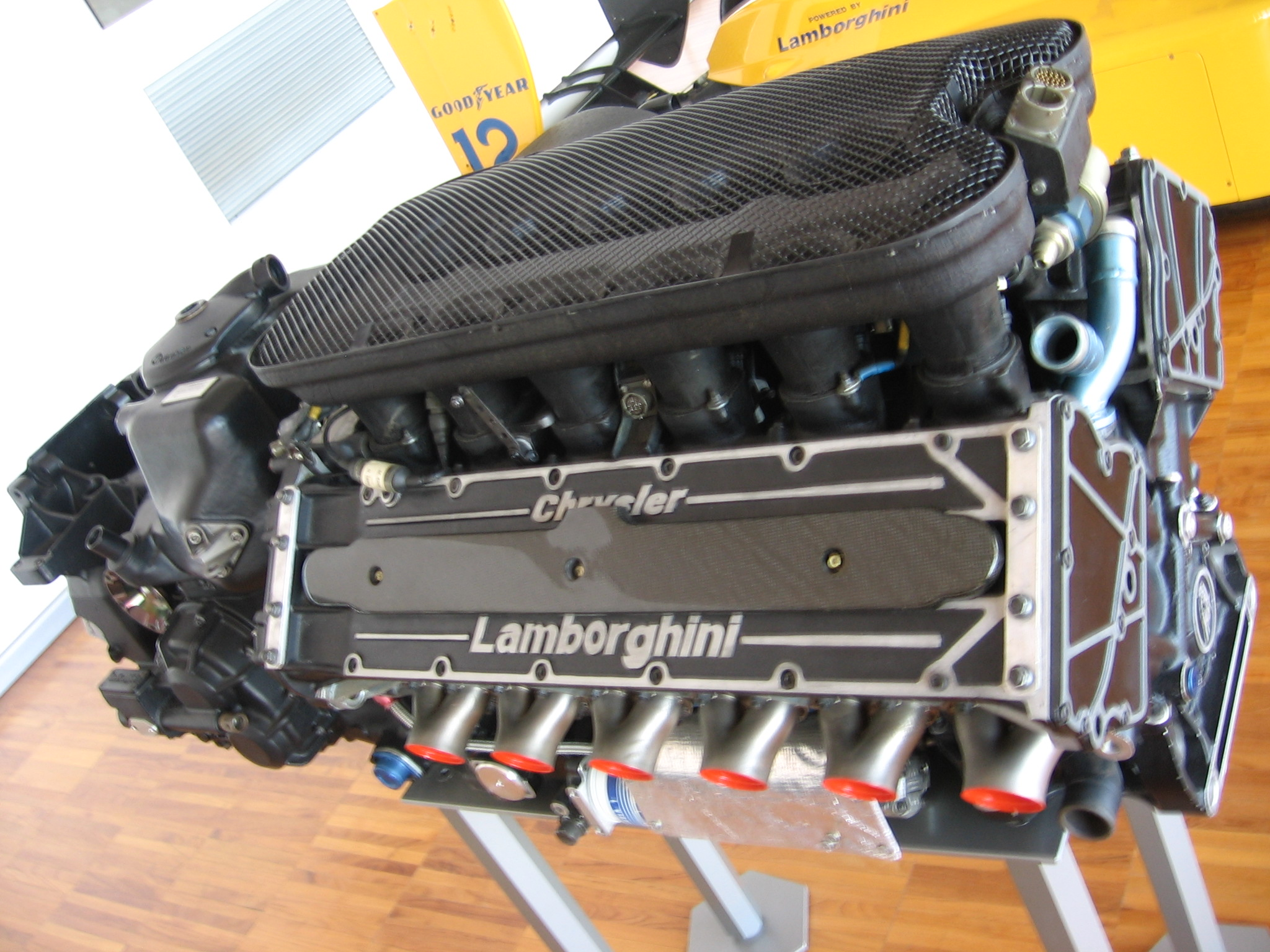
Двигун Lamborghini 3512, що використовувався на Lotus 102 в році. Це був єдиний випадок, коли Lotus використовували двигун V12 у гонках Гран-Прі.

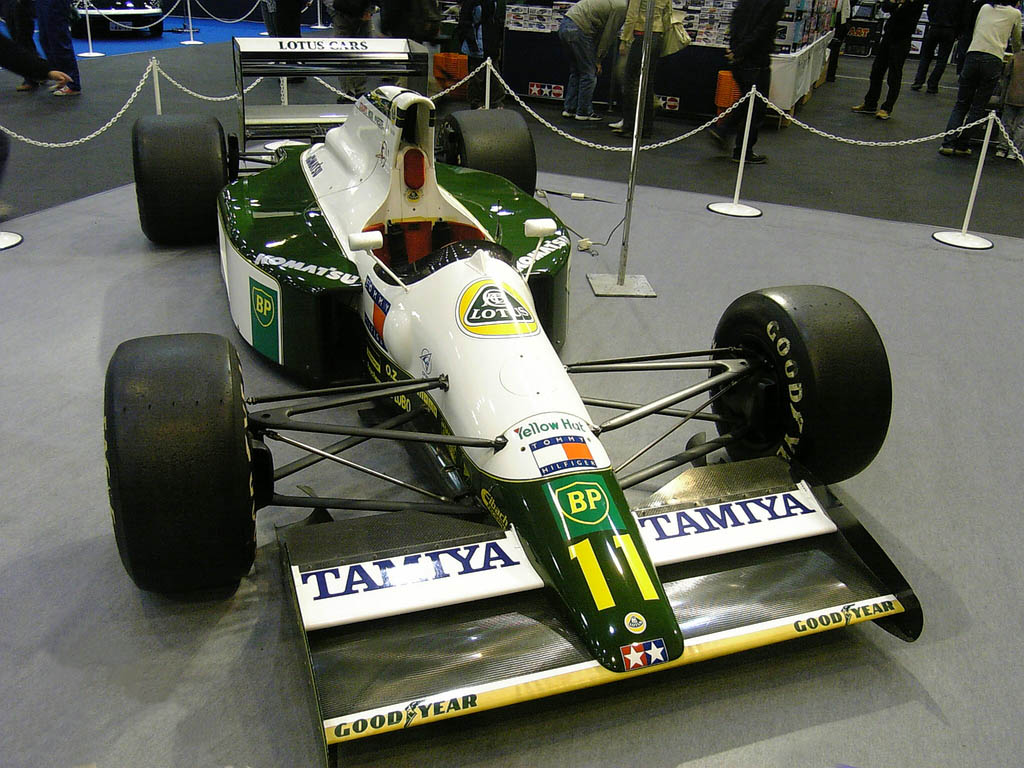
Lotus 102B, який використовувався в сезоні Формули-1 року

Колишні співробітники Team Lotus Пітер Коллінз і Пітер Райт організували угоду, щоб перейняти команду в сім'ї Чапменів, і в грудні була запущена нова Team Lotus з Мікою Гаккіненом і Джуліаном Бейлі, які підписали контракт на сезон 1991 року для керування оновленими Lotus 102B з двигунами Judd. . На Гран-прі Сан-Марино 1991 року команда здобула свій перший подвійний фініш в очках з часів Гран-прі Бразилії 1988 року: Гаккінен фінішував п'ятим, а Бейлі - шостим. Незважаючи на це, Бейлі був замінений на Джонні Герберта до завершення сезону. На наступний рік команда підписала угоду про використання Ford HB V8 в новому Lotus 107, розроблених Крісом Мерфі. Команда мала обмежений бюджет і це вплинуло на результативність, але машина, все ж, дозволила Гаккінену набрати 11 очок, включно з двома четвертими місцями на Гран-прі Франції (де він не пройшов кваліфікацію попереднього року) і Гран-прі Угорщини 1992 року. Герберт набрав два очки за 6-е місце на Гран-прі Південної Африки та Гран-прі Франції 1992 року. Команда зайняла 5 місце в Кубку конструкторів. Гаккінен, який фінішував 8-м у чемпіонаті серед пілотів 1992 року, перейшов у McLaren як тест-пілот у 1993 році. Його замінив Алессандро Дзанарді, якого згодом замінив Педро Ламі після важкої аварії на Гран-прі Бельгії 1993 року де Герберт здобув останні два очки для Team Lotus. Протягом року команда набрала 12 очок, незважаючи на обмежений бюджет, і фінішувала 6-ою в Кубку конструкторів 1993 року. Герберт фінішував 9-м в особистому заліку із трьома 4-ми місцями: Гран-прі Бразилії, де він поступився 3-м місцем Міхаелю Шумахеру з Benetton незадовго до кінця гонки; Гран-прі Європи, де він зробив лише один піт-стоп для заміни шин; і Гран-прі Великої Британії, де він був близьким до Benetton Ріккардо Патрезе, який фінішував третім, завдяки сходу з дистанції Айртона Сенни, Мартіна Брандла та Деймона Гілла. Дзанарді посів одне 6-е місце на Гран-прі Бразилії, останній гонці з обома болідами Lotus в очках.
Борги зростали, і команда не змогла допрацювати Lotus 107. У сезоні 1994 року команда зробила ставку на успіх з двигунами Mugen Honda. Перші кілька перегонів Герберт і Лемі продовжували виступати старих болідах. Португальський водій отримав серйозні травми в аварії під час тестування в Сільверстоуні і Дзанарді повернувся за кермо Lotus. Новий автомобіль команди, Lotus 109, був представлений на Гран-прі Іспанії 1994 року, п'ятій гоноці сезону, але лише одна машина була доступна до Гран-прі Франції. Намагаючись вижити, команда взяла платного пілота Філіппа Адамса на Гран-прі Бельгії 1994 року, але Дзанарді повернувся за кермо до Гран-прі Італії. Герберт кваліфікувався четвертим на Lotus 109, але він зіштовхнувся в першому повороті з Jordan Едді Ірвайна. Пізніше Герберт сказав, що відчував, що міг би виграти ту гонку. Наступного дня команда подала заяву на перехід під адміністрацію, щоб захистити себе від кредиторів. Том Волкіншоу викупив контракт Джонні Герберта, перевівши його в Ligier, а потім у Benetton.
12 вересня 1994 року щодо компанії було видано адміністративний наказ, та 13 лютого 1995 року судовим указом компанію було ліквідовано. Було оприлюднено, що компанія мала дефіцит у розмірі 12 050 000 фунтів стерлінгів. 15 жовтня 1998 року проти Пітера Коллінза та Пітера Райта були видані накази про дискваліфікацію на дев’ять і сім років відповідно.
До кінця сезону 1994 року команда була продана Девіду Ганту, брату чемпіона світу 1976 року Джеймса, а Міка Сало був найнятий замість Герберта на останні дві гонки сезону. Однак у грудні робота над розробкою нового боліда (Lotus 112) була припинена, а персонал звільнений. У лютому 1995 року Гант оголосив про альянс із Pacific Grand Prix, які, як і Lotus, також базувалися в Норфолку у Великій Британії, і команда Lotus офіційно припинила своє існування. Pacific спочатку називалась Pacific Team Lotus і їх автомобіль мав зелену смугу з логотипом Lotus.
Pacific покинув Формулу-1 після Гран-прі Австралії 1995 року. Останньою гонкою для Lotus став Гран-прі Австралії 1994 року.

## 2010: повернення імені Lotus у Формулу-1
Після розпаду 1994 року, але до кінця сезону, права на назву Team Lotus придбав Девід Гант, брат колишнього чемпіона Ф1 Джеймса Ганта. У 2009 році, коли FIA оголосила про намір запросити нові команди на чемпіонат з обмеженим бюджетом у 2010 році, Litespeed отримала право подати заявку під історичною назвою. Lotus Cars, сестринська компанія оригінальної команди Lotus, дистанціювалася від нової команди та оголосила про свою готовність вжити заходів для захисту свого імені та репутації, якщо це необхідно. Коли 12 червня 2009 року було опубліковано список учасників 2010 року, команда Litespeed Team Lotus не була серед обраних. 
У вересні 2009 року з'явилися повідомлення про плани уряду Малайзії підтримати участь команди під назвою Lotus у чемпіонаті 2010 року для реклами малайзійського виробника автомобілів Proton, який на той час володів Lotus Cars. 15 вересня 2009 року FIA оголосила, що малайзійська команда Lotus Racing отримала допуск до сезону 2010 року. Пізніше Group Lotus припинила дію ліцензії на майбутні сезони через те, що вона назвала «постійними та обурливими порушеннями ліцензійної угоди командою». Трохи більше ніж через рік, 24 вересня 2010 року, було оголошено, що Тоні Фернандес (Lotus Racing) придбав права на назву Team Lotus у Девіда Ганта, що ознаменувало офіційне відродження Team Lotus у Формулі-1. Тоді 8 грудня 2010 року Genii Capital і Group Lotus plc оголосили про створення "Lotus Renault GP", наступника команди Renault F1 Team, яка братиме участь у Формулі-1 в 2011 році. Оголошення відбулося як частина «стратегічного альянсу» між двома компаніями і на той час означало, що того сезону під назвою Lotus виступатимуть дві команди. Хоча жодна з них не мала жодних фізичних зв’язків із командою Формули-1 Team Lotus до 1994 року, лише «Team Lotus» Фернандеса мала таку назву, тоді як Lotus-Renault була підтримана Group Lotus plc.
23 грудня 2010 року родина Чепменів опублікувала заяву, в якій вони однозначно підтримали Group Lotus у суперечці щодо використання назви Lotus у Формулі-1, і дали зрозуміти, що вони воліли б, щоб назва Team Lotus не поверталася до Формули-1.
27 травня 2011 року суддя Пітер Сміт нарешті оприлюднив свій вердикт у Високому суді, дозволивши Тоні Фернандесу назвати свою команду F1 Team Lotus після придбання прав на назву у попереднього власника Девіда Ганта. Крім того, Group Lotus має право брати участь у змаганнях Формули-1, використовуючи історичну чорно-золоту ліврею, а також має право використовувати марку Lotus на автомобілях для дорожнього руху. В підсумку, у сезоні Формули-1 2011 року було дві команди, які носили назву Lotus, причому Group Lotus мала право використовувати назву Lotus окремо, а команда Фернандеса використовувала назву Team Lotus.
У 2012 році Lotus-Renault GP отримала права на назву Lotus і була перейменована на Lotus F1, тоді як команда Фернандеса була перейменована на Caterham F1 після того, як він придбав Caterham Cars. Команда Lotus F1 провела 4 сезони та повернулася до французького конструктора Renault.